# Дзерасса
Дзера́сса — героиня осетинского нартского эпоса. Дочь владыки водной стихии Донбеттыра.
У нее также было семь братьев и две сестры.

## Мифология
Дзерасса в образе птицы пыталась похитить чудодейственное золотое яблоко нартов. Но младший сын Уархага Ахсартаг ранил её и отправился по её следам в подводное царство. Там он помогает исцелить её, получая в награду руку и сердце Дзерассы. Из-за её роковой ошибки погибают оба брата Ахсар и Ахсартаг. Дзерасса стала громко оплакивать  братьев, и её плач услышал Уастырджи.
Спустившись на землю на своем трёхногом коне, Уастырджи обещает похоронить братьев, но взамен требует, чтобы Дзерасса стала его женой, на что она якобы соглашается. Но сразу после того, как тела братьев были преданы земле, она скрывается в подводном царстве своего отца. Поняв, что ждёт ребёнка, Дзерасса возвратилась на землю и родила сыновей-близнецов Урузмага и Хамыца.
Повзрослев, братья находят своего деда Уархага и Дзерасса выходит за него замуж. Через два года Дзерасса умирает, оставив после себя могущественный род нартов вождей Ахсартагката (Ахсартаггатæ).
Умирая, Дзерасса завещала сыновьям сторожить её тело у склепа три дня. Братья решили сторожить по очереди. На третий день, когда была очередь Хамыца, он решил уйти в село на праздник (свадьбу). В это время явился Уастырджи и от его связи с Дзерассой в мире мертвых (загробное царство) на следующий день родилась девочка Шатана, одна из важнейших фигур всего эпоса.

## Имя
В настоящий момент Дзерасса довольно распространённое у осетин имя.